# Tony McQuay
Tony McQuay (né le 16 avril 1990 à West Palm Beach) est un athlète américain spécialiste du 400 mètres.

## Biographie
Étudiant à l'Université de Floride, il se distingue en 2011 en remportant le titre du 400 mètres des Championnats des États-Unis, à  Eugene. Vainqueur en 44 s 68, il améliore de 19 centièmes de seconde son record personnel établi moins d'un mois plus tôt lors des Championnats NCAA de Des Moines, et signe par ailleurs la deuxième meilleure performance mondiale de l'année sur 400 m. McQuay devance finalement ses compatriotes Jeremy Wariner et Greg Nixon et obtient sa qualification pour les Championnats du monde de Daegu.
En 2012, lors des sélections olympiques américaines de Eugene, Tony McQuay obtient sa qualification pour les Jeux de Londres en terminant deuxième de l'épreuve du 400 m, derrière LaShawn Merritt et devant Bryshon Nellum. Il établit à cette occasion un nouveau record personnel en 44 s 49. Lors des Jeux olympiques de 2012, à Londres, il remporte la médaille d'argent du relais 4 × 400 m en compagnie de Bryshon Nellum, Joshua Mance et Angelo Taylor. L'équipe des États-Unis, qui établit son meilleur temps de la saison en 2 min 57 s 05, est devancé par les Bahamas.
Deuxième des championnats des États-Unis d'athlétisme 2013 derrière LaShawn Merritt, il participe aux championnats du monde 2013, à Moscou, et remporte la médaille d'argent du 400 m en 44 s 40, nouveau record personnel, s'inclinant de nouveau face à Merritt. Deuxième relayeur américain de l'épreuve du 4 × 400 m, McQuay s'adjuge quelques jours plus tard le titre mondial en compagnie de David Verburg, Arman Hall et LaShawn Merritt, dans le temps de 2 min 58 s 71, devant la Jamaïque et la Russie. 
Vainqueur du 4 × 400 m lors des relais mondiaux 2014 et 2015, il conserve son titre de champion du monde du 4 × 400 m à l'occasion des championnats du monde 2015, à Pékin, aux côtés de David Verburg, Bryshon Nellum et LaShawn Merritt. 
En 2016, il devient champion olympique du 4 × 400 m lors des Jeux de Rio de Janeiro, avec Arman Hall, Gil Roberts et LaShawn Merritt.

## Palmarès
| Date | Compétition               | Lieu           | Résultat | Épreuve   | Temps         |
| ---- | ------------------------- | -------------- | -------- | --------- | ------------- |
| 2012 | Jeux olympiques           | Londres        | 2e       | 4 × 400 m | 2 min 57 s 06 |
| 2013 | Championnats du monde     | Moscou         | 2e       | 400 m     | 44 s 40       |
| 2013 | Championnats du monde     | Moscou         | 1er      | 4 × 400 m | 2 min 58 s 71 |
| 2014 | Relais mondiaux de l'IAAF | Nassau         | 1er      | 4 × 400 m | 2 min 57 s 25 |
| 2015 | Relais mondiaux de l'IAAF | Nassau         | 1er      | 4 × 400 m | 2 min 58 s 43 |
| 2015 | Championnats du monde     | Pékin          | 1er      | 4 × 400 m | 2 min 57 s 82 |
| 2016 | Jeux olympiques           | Rio de Janeiro | 1er      | 4 × 400 m | 2 min 57 s 30 |
| 2017 | Relais mondiaux de l'IAAF | Nassau         | 1er      | 4 × 400 m | 3 min 02 s 13 |

## Records
| Épreuve | Épreuve   | Performance | Lieu         | Date            |
| ------- | --------- | ----------- | ------------ | --------------- |
| 400 m   | Plein air | 44 s 24     | Eugene       | 2 juillet 2016  |
| 400 m   | En salle  | 45 s 21     | Fayetteville | 27 février 2011 |